# Athelstane (Wisconsin)
Athelstane es un municipio situado en el condado de Marinette, Wisconsin, Estados Unidos. Tiene una población estimada, a mediados de 2022, de 554 habitantes.

## Geografía
El municipio está ubicado en las coordenadas 45°27′25″N 88°9′51″O / 45.45694, -88.16417. Según la Oficina del Censo de los Estados Unidos, tiene una superficie total de 277.4 km², de los cuales 275.1 km² corresponden a tierra firme y 2.3 km² están cubiertos de agua.

## Demografía
Según el censo de 2020, en ese momento había 554 personas residiendo en la zona. La densidad de población era de 2.0 hab./km². El 98.16% de los habitantes eran blancos, el 1.08% eran amerindios, el 0.18% era asiático, el 0.54% eran de otras razas y el 1.84% eran de una mezcla de razas. Del total de la población, el 0.36% eran hispanos o latinos de cualquier raza.